# Krzysztof Ambroży
Krzysztof Piotr Ambroży (ur. 4 listopada 1958 w Bierutowie) – polski rolnik, przedsiębiorca i polityk, poseł na Sejm PRL IX kadencji.

## Życiorys
Absolwent technikum elektrycznego ze specjalnością elektromechanika ogólna. W 1980 wstąpił do Zjednoczonego Stronnictwa Ludowego, w którym był członkiem gminnego komitetu. W 1981 przystąpił także do Związku Młodzieży Wiejskiej, a od 1982 prowadził własne gospodarstwo rolne. Zasiadał w Miejsko-Gminnej Radzie Narodowej w Bierutowie. W 1985 uzyskał mandat posła na Sejm PRL IX kadencji w okręgu Wrocław-Śródmieście z ramienia ZSL. Zasiadał w Komisji Edukacji Narodowej i Młodzieży i pełnił funkcję sekretarza Sejmu. 20 kwietnia 1988 zrzekł się mandatu posła. W 1994 kandydował w wyborach samorządowych z ramienia Polskiego Stronnictwa Ludowego.
Objął funkcję prezesa w kilku firmach w Bierutowie, m.in. w założonej przez siebie w 1990 rodzinnej firmie „Ambroży”.